# Кульчицкий, Лев Станиславович
Лев Станиславович Кульчицкий (1853 — после 1917) — русский педагог, директор Рязанской и 4-й Московской гимназий. Действительный статский советник.

## Биография
Родился в 1853 году.
Окончил Львовский университет, затем два года слушал лекции в Московском университете.
С 25 августа 1867 года начал преподавать латинский язык в Костромской гимназии; с 22 июня 1872 года — коллежский асессор; в том же году, 22 декабря, был пожалован орденом Св. Анны 3-й степени. Был назначен инспектором Рязанской гимназии 13 сентября 1874 года; через год, 25 августа 1875 года был произведён в коллежские советники, а 26 декабря награждён орденом Св. Станислава 2-й степени.
С 12 июля 1877 года исполнял обязанности директора Рязанской гимназии; в 1878 году утверждён в должности директора и награждён орденом Св. Анны 2-й степени.
С 17 декабря 1880 года — статский советник, с 28 декабря 1886 года — действительный статский советник. Был награждён орденами Св. Владимира 3-й степени (01.01.1883) и Св. Станислава 1-й степени (01.01.1891). С марта 1887 по октябрь 1896 года был директором 4-й Московской гимназии, а 5 октября 1896 года был возвращён на директорскую должность в Рязанскую гимназию. вышел в отставку в 1902 году.
С 1905 года был помощником рязанского уездного предводителя дворянства П. Н. Муромцева, а после его смерти с 1912 года исполнял должность рязанского уездного предводителя до своего избрания; занимал эту должность до 1917 года.
С 1898 года был действительным членом Рязанской губернской учёной архивной комиссии.
Был дважды женат: сначала на Аделаиде Фердинандовне; затем, 8 октября 1895 года, венчался в рязанской Борисоглебской церкви с вдовой рязанского купца Фёдора Ивановича Печатина, Варварой Васильевной. Его дети от первого брака: Софья (1874—?), Наталья (1877—?), Константин (1879—?), Александра (1880—?), Владимир (1885—?).